# Receptor adrenérgico alfa 2
O receptor adrenérgico α2 é um dos tipos de receptores adrenérgicos, que constituem receptores metabotrópicos (proteínas associadas à proteína G, com sete domínios transmembrana). Após a ligação com noreprinefrina ou epinefrina , a subunidade alfa da proteína Gi se dissocia do receptor e promove, entre outras ações, a inibição da enzima adenilatociclase(diminuindo a concentração de AMP cíclico) e a abertura de canais de K+ . Essa ação hiperpolarizante se reflete na localização desse receptor, pois sabe-se que ele está presente na regulação inibitória da liberação de adrenalina e noradrenalina (autorreceptor do neurônio pré-sináptico).